# The Watcher (film)
The Watcher è un film thriller del 2000 diretto da Joe Charbanic.

## Trama
A Los Angeles, l'agente speciale dell'FBI Joel Campbell arriva troppo tardi per salvare una giovane donna da un serial killer su cui indagava da un po', che difatti gli sfugge. Proprio a causa di ciò, Campbell decide di lasciare il suo lavoro e di trasferirsi a Chicago, dove è afflitto da emicrania indotta dalla colpa e partecipa alle sessioni di terapia con la Dr.ssa Polly Beilman: per il resto non ha amici o vita sociale.
Diverso tempo dopo, Campbell scopre che una donna che viveva nel suo condominio è stata assassinata. Non vi fa molto caso fino a quando non apre la posta e scopre che una foto della donna è stata inviata nel suo appartamento tre giorni prima dell'omicidio. Porta queste informazioni all'attenzione del detective locale incaricato del caso, Det. Mackie, ritenendo che si tratti dello stesso serial killer che operava a Los Angeles. L'agente speciale dell'FBI in carica Ibby cerca di convincere Campbell a tornare al caso ma lui rifiuta.
Una notte Campbell riceve una telefonata dall'assassino, David Griffin, che rivela di aver seguito Campbell a Chicago e vuole ricostruire il "rapporto" che avevano una volta. Griffin dice a Campbell che la mattina invierà una foto di una donna e Campbell ha tempo fino alle 21:00 di quella sera per trovarla. Campbell dice a Ibby che vuole tornare sul caso e la sua richiesta è accolta.
Campbell lavora insieme a Mackie e al resto della squadra per trovare la donna prima della scadenza. Tuttavia, quando Campbell ottiene il suo numero di casa e chiama, Griffin è già lì e le ha tagliato la gola. Griffin suggerisce di continuare il loro "gioco" con una donna diversa. Il giorno successivo, Campbell e il suo team cercano di trovare la prossima vittima entro la scadenza delle 21:00 e stanno quasi per catturare Griffin che riesce ancora una volta a uccidere la donna e scappare. Più tardi quella notte Campbell viene trovato privo di sensi nel suo appartamento dai suoi colleghi.
Il giorno successivo arriva un'altra foto ma risulta essere l'immagine di Lisa Anton, ex amante di Campbell che è stata uccisa indirettamente, a causa di Griffin, da Campbell, a Los Angeles. Campbell va alla tomba di Lisa, dove Griffin lo sta aspettando. Griffin spiega di avere un ostaggio, la dottoressa Beilman, da qualche parte e vuole solo parlare con lui. Campbell negozia per la sicurezza della Beilman e Griffin alla fine accetta di portare Campbell a vederla. Durante il viaggio, Griffin spiega che considera Campbell un "buon amico" e che entrambi hanno bisogno l'uno dell'altro. Campbell usa segretamente il suo cellulare per chiamare Mackie, informandolo sulla situazione. Griffin porta Campbell al magazzino, lo mette fuori combattimento e lo lega mentre inizia a strangolare la Beilman. Campbell distrae Griffin dicendo "grazie". Quando Griffin chiede a Campbell di ripetere quello che ha appena detto, Campbell lo fa e procede a pugnalarlo al collo con una penna prima di sparargli alla spalla con un fucile a doppia canna. Campbell libera la Beilman e si salvano entrambi mentre il magazzino esplode, uccidendo Griffin. Quando Campbell e la dottoressa Beilman sono al sicuro, lui si avvicina al cadavere carbonizzato di Griffin e lo guarda per assicurarsi che sia morto definitivamente.

## Controversie
L'attore Keanu Reeves è entrato quasi immediatamente in contrasto con la produzione del film. Inizialmente scettico nei confronti della sceneggiatura, Reeves ha dovuto accettare il ruolo perché un suo amico aveva falsificato la sua firma sul contratto e un rifiuto avrebbe dunque causato problemi legali. L'attore e la produzione raggiunsero dunque un accordo: Reeves non avrebbe parlato di quanto accaduto dopo l'uscita del film in USA e, in cambio, sarebbe stato esonerato dagli impegni promozionali relativi all'opera. L'attore ha raccontato in seguito quanto accaduto, chiarendo inoltre una seconda controversia di tipo economico: inizialmente il suo personaggio sarebbe dovuto apparire in poche scene ma, sebbene una riscrittura della sceneggiatura l'abbia reso poi ricorrente, il compenso percepito è rimasto quello pattuito inizialmente.

## Accoglienza

### Incassi
A fronte di un budget di 33 milioni di dollari, il film ne ha incassati 47,3 al botteghino.

### Critica
Il film ha ricevuto durante l'edizione dei Razzie Awards 2000 una candidatura come Peggior attore non protagonista per Keanu Reeves. Il film è stato inoltre bocciato dalla critica: secondo l'aggregatore di recensioni Rotten Tomatoes, l'opera ha ricevuto un gradimento dell'11% sulla base di 90 recensioni.